# Список птахів Сомалі
Це перелік видів птахів, зафіксованих на території Сомалі. Авіфауна Сомалі налічує загалом 728 видів, з яких 8 є ендемічними, 1 був інтродукований людьми, а 1 вважається рідкісним або випадковим. 14 видів перебувають на межі глобального зникнення.

## Позначки
Наступні теги використані для виділення деяких категорій птахів.
- (А) Випадковий — вид, який рідко або випадково трапляється в Сомалі
- (Е) Ендемічий — вид, який є ендеміком Сомалі
- (I) Інтродукований — вид, завезений до Сомалі як наслідок, прямих чи непрямих дій людських дій

## Страусоподібні(Struthioniformes)
Родина: Страусові (Struthionidae)
- Страус сомалійський, Struthio molybdophanes

## Пірникозоподібні(Podicipediformes)
Родина: Пірникозові (Podicipedidae)
- Пірникоза мала, Tachybaptus ruficollis
- Пірникоза чорношия, Podiceps nigricollis

## Буревісникоподібні(Procellariiformes)
Родина: Альбатросові (Diomedeidae)
- Альбатрос сірощокий, Thalassarche cauta (A)

Родина: Буревісникові (Procellariidae)
- Пінтадо, Daption capense
- Тайфунник маскаренський, Pseudobulweria aterrima
- Пріон антарктичний, Pachyptila desolata
- Бульверія товстодзьоба, Bulweria fallax
- Тайфунник кергеленський, Aphrodroma brevirostris
- Буревісник світлоногий, Ardenna carneipes
- Буревісник клинохвостий, Ardenna pacificus
- Буревісник каріамуріанський, Puffinus persicus
- Буревісник реюньйонський, Puffinus bailloni

Родина: Океанникові (Oceanitidae)
- Океанник Вільсона, Oceanites oceanicus
- Океанник білобровий, Pelagodroma marina
- Фрегета чорночерева, Fregetta tropica

Родина: Качуркові (Hydrobatidae)
- Качурка вилохвоста, Oceanodroma monorhis
- Качурка Матсудайра, Oceanodroma matsudairae

## Фаетоноподібні(Phaethontiformes)
Родина: Фаетонові (Phaethontidae)
- Фаетон червонодзьобий, Phaethon aethereus

## Сулоподібні(Suliformes)
Родина: Сулові (Sulidae)
- Сула жовтодзьоба, Sula dactylatra
- Сула червононога, Sula sula
- Сула білочерева, Sula leucogaster

Родина: Бакланові (Phalacrocoracidae)
- Баклан великий, Phalacrocorax carbo
- Баклан перський, Phalacrocorax nigrogularis
- Баклан африканський, Microcarbo africanus

Родина: Змієшийкові (Anhingidae)
- Змієшийка африканська, Anhinga rufa

Родина: Фрегатові (Fregatidae)
- Фрегат тихоокеанський, Fregata minor
- Фрегат-арієль, Fregata ariel

## Пеліканоподібні(Pelecaniformes)
Родина: Пеліканові (Pelecanidae)
- Пелікан рожевий, Pelecanus onocrotalus
- Пелікан африканський, Pelecanus rufescens

Родина: Чаплеві (Ardeidae)
- Чапля сіра, Ardea cinerea
- Чапля чорноголова, Ardea melanocephala
- Чапля-велетень, Ardea goliath
- Чапля руда, Ardea purpurea
- Чепура велика, Ardea alba
- Чепура середня, Ardea intermedia
- Чепура чорна, Egretta ardesiaca
- Чапля рифова, Egretta gularis
- Чепура мала, Egretta garzetta
- Чапля жовта, Ardeola ralloides
- Чапля синьодзьоба, Ardeola idae
- Чапля єгипетська, Bubulcus ibis
- Чапля мангрова, Butorides striata
- Квак звичайний, Nycticorax nycticorax
- Бугайчик, Ixobrychus minutus
- Бугайчик африканський, Ixobrychus sturmii

Родина: Молотоголовові (Scopidae)
- Молотоголов, Scopus umbretta

Родина: Ібісові (Threskiornithidae)
- Ібіс священний, Threskiornis aethiopicus
- Ібіс-лисоголов марокканський, Geronticus eremita
- Гагедаш, Bostrychia hagedash
- Коровайка бура, Plegadis falcinellus
- Косар (птах), Platalea leucorodia
- Косар африканський, Platalea alba

## Лелекоподібні(Ciconiiformes)
Родина: Лелекові (Ciconiidae)
- Лелека-тантал африканський, Mycteria ibis
- Лелека-молюскоїд африканський, Anastomus lamelligerus
- Лелека чорний, Ciconia nigra
- Лелека африканський, Ciconia abdimii
- Лелека тропічний, Ciconia microscelis
- Лелека білий, Ciconia ciconia
- Ябіру сенегальський, Ephippiorhynchus senegalensis
- Марабу африканський, Leptoptilos crumenifer

## Фламінгоподібні(Phoenicopteriformes)
Родина: Фламінгові (Phoenicopteridae)
- Фламінго рожевий, Phoenicopterus roseus
- Фламінго малий, Phoenicopterus minor

## Гусеподібні(Anseriformes)
Родина: Качкові (Anatidae)
- Свистач рудий, Dendrocygna bicolor
- Свистач білоголовий, Dendrocygna viduata
- Стромярка, Thalassornis leuconotus
- Каргарка нільська, Alopochen aegyptiacus
- Огар рудий, Tadorna ferruginea
- Качка шишкодзьоба, Sarkidiornis melanotos
- Чирянка-крихітка африканська, Nettapus auritus
- Свищ євразійський, Mareca penelope
- Нерозень, Mareca strepera
- Чирянка мала, Anas crecca
- Крижень жовтодзьобий, Anas undulata
- Шилохвіст північний, Anas acuta
- Шилохвіст червонодзьобий, Anas erythrorhyncha
- Чирянка жовтощока, Spatula hottentota
- Чирянка велика, Spatula querquedula
- Широконіска північна, Spatula clypeata
- Чернь червоноока, Netta erythrophthalma
- Чернь чубата, Aythya fuligula

## Яструбоподібні(Accipitriformes)
Родина: Скопові (Pandionidae)
- Скопа, Pandion haliaetus

Родина: Яструбові (Accipitridae)
- Шуляк африканський, Aviceda cuculoides
- Осоїд, Pernis apivorus (A)
- Шуліка-широкорот, Macheiramphus alcinus
- Шуліка чорноплечий, Elanus caeruleus
- Шуліка вилохвостий, Chelictinia riocourii
- Шуліка чорний, Milvus migrans
- Орлан-крикун, Haliaeetus vocifer
- Стерв'ятник бурий, Necrosyrtes monachus
- Стерв'ятник, Neophron percnopterus
- Gyps africanus
- Сип плямистий, Gyps rueppelli
- Гриф африканський, Torgos tracheliotos
- Гриф білоголовий, Trigonoceps occipitalis
- Змієїд блакитноногий, Circaetus gallicus (A)
- Circaetus pectoralis
- Circaetus cinereus
- Circaetus fasciolatus
- Terathopius ecaudatus
- Лунь очеретяний, Circus aeruginosus
- Circus ranivorus (A)
- Лунь степовий, Circus macrourus
- Лунь лучний, Circus pygargus
- Polyboroides typus
- Яструб-ящірколов, Kaupifalco monogrammicus
- Яструб-крикун сірий, Melierax poliopterus
- Габар, Micronisus gabar
- Яструб ангольський, Accipiter tachiro
- Яструб туркестанський, Accipiter badius
- Яструб савановий, Accipiter minullus
- Яструб малий, Accipiter nisus (A)
- Яструб чорний, Accipiter melanoleucus (A)
- Канюк африканський, Butastur rufipennis
- Канюк звичайний, Buteo buteo (A)
- Канюк степовий, Buteo rufinus (A)
- Buteo archeri (E)
- Орел рудий, Aquila rapax
- Орел степовий, Aquila nipalensis (A)
- Орел кафрський, Aquila verreauxii
- Орел-карлик яструбиний, Aquila fasciata (A)
- Aquila spilogaster
- Орел білоголовий, Hieraaetus wahlbergi
- Орел-карлик, Hieraaetus pennatus
- Hieraaetus ayresii (A)
- Орел-боєць, Polemaetus bellicosus
- Орел довгочубий, Lophaetus occipitalis

Родина: Секретарові (Sagittariidae)
- Птах-секретар, Sagittarius serpentarius

## Соколоподібні(Falconiformes)
Родина: Соколові (Falconidae)
- Сокіл-крихітка африканський, Polihierax semitorquatus
- Боривітер степовий, Falco naumanni
- Боривітер звичайний, Falco tinnunculus
- Боривітер великий Falco rupicoloides
- Турумті, Falco chicquera
- Кібчик, Falco vespertinus
- Кібчик амурський, Falco amurensis
- Підсоколик Елеонори, Falco eleonorae
- Підсоколик сірий, Falco concolor
- Підсоколик великий, Falco subbuteo
- Підсоколик африканський, Falco cuvierii
- Ланер, Falco biarmicus
- Falco pelegrinoides
- Сапсан, Falco peregrinus

## Куроподібні(Galliformes)
Родина: Фазанові (Phasianidae)
- Турач чубатий, Ortygornis sephaena
- Турач південний, Scleroptila gutturalis
- Турач жовтогорлий, Pternistis leucoscepus
- Турач ефіопський, Pternistis castaneicollis
- Перепілка-арлекін, Coturnix delegorguei
- Перепілка звичайна, Coturnix coturnix (A)

Родина: Цесаркові (Numididae)
- Цесарка рогата, Numida meleagris
- Цесарка чубата, Guttera pucherani
- Цесарка синьогруда, Acryllium vulturinum

## Журавлеподібні(Gruiformes)
Родина: Sarothruridae
- Погонич жовтоплямистий, Sarothrura elegans

Родина: Пастушкові (Rallidae)
- Деркач лучний, Crex crex
- Багновик африканський, Zapornia flavirostra
- Погонич малий, Zapornia parva
- Погонич-крихітка, Zapornia pusilla
- Погонич звичайний, Porzana porzana
- Султанка зеленоспинна, Porphyrio madagascariensis
- Султанка африканська, Porphyrio alleni
- Курочка водяна, Gallinula chloropus
- Лиска африканська, Fulica cristata

Родина: Лапчастоногові (Heliornithidae)
- Лапчастоніг африканський, Podica senegalensis

## Дрохвоподібні(Otidiformes)
Родина: Дрохвові (Otididae)
- Дрохва аравійська, Ardeotis arabs
- Дрохва африканська, Ardeotis kori
- Дрохва ефіопська, Neotis heuglinii
- Корхаан білочеревий, Eupodotis senegalensis
- Корхаан малий, Eupodotis humilis
- Дрохва сомалійська, Lophotis gindiana
- Дрохва чорночерева, Lissotis melanogaster
- Дрохва суданська, Lissotis hartlaubii

## Сивкоподібні(Charadriiformes)
Родина: Яканові (Jacanidae)
- Якана африканська, Actophilornis africanus

Родина: Триперсткові (Turnicidae)
- Триперстка африканська, Turnix sylvatica

Родина: Мальованцеві (Rostratulidae)
- Мальованець афро-азійський, Rostratula benghalensis

Родина: Крабоїдові (Dromadidae)
- Крабоїд, Dromas ardeola

Родина: Куликосорокові (Haematopodidae)
- Кулик-сорока євразійський, Haematopus ostralegus

Родина: Чоботарові (Recurvirostridae)
- Кулик-довгоніг чорнокрилий, Himantopus himantopus
- Чоботар синьоногий, Recurvirostra avosetta

Родина: Лежневі (Burhinidae)
- Лежень заїрський, Burhinus vermiculatus
- Лежень степовий, Burhinus oedicnemus
- Лежень плямистий, Burhinus capensis

Родина: Дерихвостові (Glareolidae)
- Бігунець пустельний, Cursorius cursor
- Бігунець малий, Cursorius temminckii
- Бігунець смугастоволий, Smutsornis africanus
- Бігунець плямистоволий, Rhinoptilus cinctus
- Бігунець червононогий, Rhinoptilus chalcopterus
- Дерихвіст лучний, Glareola pratincola
- Дерихвіст степовий, Glareola nordmanni
- Дерихвіст мадагаскарський, Glareola ocularis

Родина: Сивкові (Charadriidae)
- Чайка шпорова, Vanellus spinosus
- Чайка чорночуба, Vanellus tectus
- Чайка мала, Vanellus lugubris
- Чайка чорнокрила, Vanellus melanopterus (A)
- Чайка чорнолоба, Vanellus coronatus
- Чайка сенегальська, Vanellus senegallus (A)
- Чайка степова, Vanellus gregarius (A)
- Сивка бурокрила, Pluvialis fulva
- Сивка морська, Pluvialis squatarola
- Пісочник великий, Charadrius hiaticula
- Пісочник малий, Charadrius dubius
- Пісочник-пастух, Charadrius pecuarius
- Пісочник білобровий, Charadrius tricollaris
- Пісочник білолобий, Charadrius marginatus
- Пісочник морський, Charadrius alexandrinus
- Пісочник монгольський, Charadrius mongolus
- Пісочник товстодзьобий, Charadrius leschenaultii
- Пісочник каспійський, Charadrius asiaticus

Родина: Баранцеві (Scolopacidae)
- Баранець малий, Lymnocryptes minimus
- Баранець азійський, Gallinago stenura
- Баранець великий, Gallinago media
- Баранець звичайний, Gallinago gallinago
- Грицик великий, Limosa limosa
- Грицик малий, Limosa lapponica
- Кульон середній, Numenius phaeopus
- Кульон тонкодзьобий, Numenius tenuirostris
- Кульон великий, Numenius arquata
- Коловодник чорний, Tringa erythropus
- Коловодник звичайний, Tringa totanus
- Коловодник ставковий, Tringa stagnatilis
- Коловодник великий, Tringa nebularia
- Коловодник лісовий, Tringa ochropus
- Коловодник болотяний, Tringa glareola
- Мородунка, Xenus cinereus
- Набережник, Actitis hypoleucos
- Крем'яшник звичайний, Arenaria interpres
- Побережник ісландський, Calidris canutus
- Побережник білий, Calidris alba
- Побережник рудоголовий, Calidris ruficollis
- Побережник малий, Calidris minuta
- Побережник білохвостий, Calidris temminckii
- Побережник червоногрудий, Calidris ferruginea
- Побережник чорногрудий, Calidris alpina
- Побережник болотяний, Calidris falcinellus
- Брижач, Calidris pugnax
- Плавунець круглодзьобий, Phalaropus lobatus

Родина: Поморникові (Stercorariidae)
- Поморник антарктичний, Stercorarius maccormicki
- Поморник фолклендський, Stercorarius antarctica
- Поморник середній, Stercorarius pomarinus
- Поморник короткохвостий, Stercorarius parasiticus

Родина: Мартинові (Laridae)
- Мартин червономорський, Ichthyaetus leucophthalmus
- Мартин аденський, Ichthyaetus hemprichii
- Мартин каспійський, Ichthyaetus ichthyaetus
- Мартин сіроголовий, Chroicocephalus cirrocephalus
- Мартин звичайний, Chroicocephalus ridibundus
- Мартин вилохвостий, Xema sabini
- Мартин сріблястий, Larus argentatus
- Мартин чорнокрилий, Larus fuscus
- Larus heuglini
- Мартин жовтоногий, Larus cachinnans
- Мартин севанський, Larus armenicus
- Крячок чорнодзьобий, Gelochelidon nilotica
- Крячок каспійський, Hydroprogne caspia
- Крячок бенгальський, Thalasseus bengalensis
- Крячок рябодзьобий, Thalasseus sandvicensis
- Крячок жовтодзьобий, Thalasseus bergii
- Крячок рожевий, Sterna dougallii
- Крячок річковий, Sterna hirundo
- Крячок полярний, Sterna paradisaea
- Крячок аравійський, Sterna repressa
- Крячок малий, Sternula albifrons
- Крячок мекранський, Sternula saundersi
- Крячок бурокрилий, Onychoprion anaethetus
- Крячок строкатий, Onychoprion fuscatus
- Крячок білощокий, Chlidonias hybrida
- Крячок білокрилий, Chlidonias leucopterus
- Крячок чорний, Chlidonias niger
- Крячок тонкодзьобий, Anous tenuirostris
- Крячок бурий, Anous stolidus
- Водоріз африканський, Rynchops flavirostris

## Рябкоподібні(Pterocliformes)
Родина: Рябкові (Pteroclidae)
- Рябок пустельний, Pterocles exustus
- Рябок сенегальський, Pterocles senegallus
- Рябок кенійський, Pterocles decoratus
- Рябок абісинський, Pterocles lichtensteinii

## Голубоподібні(Columbiformes)
Родина: Голубові (Columbidae)
- Голуб сизий, Columba livia
- Голуб цяткований, Columba guinea
- Columba albitorques
- Голуб сомалійський, Columba oliviae (E)
- Columba arquatrix
- Горлиця звичайна, Streptopelia turtur
- Streptopelia lugens
- Streptopelia roseogrisea
- Streptopelia reichenowi
- Streptopelia decipiens
- Streptopelia semitorquata
- Streptopelia capicola
- Горлиця мала, Spilopelia senegalensis
- Горлиця сомалійська, Turtur chalcospilos
- Горлиця білолоба, Turtur tympanistria
- Горлиця капська, Oena capensis
- Вінаго жовточеревий, Treron waalia

## Папугоподібні(Psittaciformes)
Родина: Psittaculidae
- Папуга Крамера, Psittacula krameri

Родина: Папугові (Psittacidae)
- Папуга-довгокрил буроголовий, Poicephalus cryptoxanthus
- Папуга-довгокрил червоногрудий, Poicephalus rufiventris

## Туракоподібні(Musophagiformes)
Родина: Туракові (Musophagidae)
- Турако кенійський, Tauraco fischeri
- Турако сірокрилий, Tauraco leucotis
- Галасник білочеревий, Corythaixoides leucogaster

## Зозулеподібні(Cuculiformes)
Родина: Зозулеві (Cuculidae)
- Зозуля строката, Clamator jacobinus
- Зозуля африканська, Clamator levaillantii
- Зозуля чубата, Clamator glandarius
- Зозуля червоновола, Cuculus solitarius
- Зозуля чорна, Cuculus clamosus
- Зозуля звичайна, Cuculus canorus
- Зозуля саванова, Cuculus gularis
- Зозуля мала, Cuculus poliocephalus
- Дідрик білочеревий, Chrysococcyx klaas
- Дідрик жовтогрудий, Chrysococcyx cupreus
- Дідрик білощокий, Chrysococcyx caprius
- Малкога зелена, Ceuthmochares australis
- Коукал сенегальський, Centropus senegalensis
- Коукал білобровий, Centropus superciliosus

## Совоподібні(Strigiformes)
Родина: Сипухові (Tytonidae)
- Сипуха, Tyto alba

Родина: Совові (Strigidae)
- Сплюшка африканська, Otus senegalensis
- Сплюшка євразійська, Otus scops
- Сплюшка сіра, Ptilopsis leucotis
- Сплюшка південна, Ptilopsis granti
- Пугач африканський, Bubo africanus
- Bubo cinerascens
- Пугач блідий, Bubo lacteus
- Сова-рибоїд смугаста, Scotopelia peli
- Сова-лісовик африканська, Strix woodfordii
- Сичик-горобець савановий, Glaucidium perlatum
- Сичик-горобець мозамбіцький, Glaucidium capense
- Сич хатній, Athene noctua
- Сова болотяна, Asio flammeus

## Дрімлюгоподібні(Caprimulgiformes)
Родина: Дрімлюгові (Caprimulgidae)
- Дрімлюга звичайний, Caprimulgus europaeus
- Дрімлюга танзанійський, Caprimulgus fraenatus
- Дрімлюга буланий, Caprimulgus aegyptius
- Дрімлюга нубійський, Caprimulgus nubicus
- Дрімлюга сомалійський, Caprimulgus donaldsoni
- Дрімлюга міомбовий, Caprimulgus pectoralis
- Дрімлюга блідий, Caprimulgus inornatus
- Дрімлюга джибутійський, Caprimulgus stellatus
- Дрімлюга польовий, Caprimulgus climacurus
- Дрімлюга ефіопський, Caprimulgus clarus
- Дрімлюга габонський, Caprimulgus fossii
- Дрімлюга-прапорокрил ангольський, Caprimulgus vexillarius
- Дрімлюга-прапорокрил камерунський, Caprimulgus longipennis

## Серпокрильцеві(Apodiformes)
Родина: Серпокрильцеві (Apodidae)
- Голкохвіст плямистоволий, Telacanthura ussheri
- Голкохвіст ангольський, Neafrapus boehmi
- Серпокрилець пальмовий, Cypsiurus parvus
- Серпокрилець білочеревий, Apus melba
- Серпокрилець чорний, Apus apus
- Серпокрилець бурий, Apus niansae
- Серпокрилець сокотрійський, Apus berliozi
- Серпокрилець малий, Apus affinis
- Серпокрилець білогузий, Apus caffer

## Чепігоподібні(Coliiformes)
Родина: Чепігові (Coliidae)
- Чепіга бурокрила, Colius striatus
- Чепіга білоголова, Colius leucocephalus
- Паяро синьошиїй, Urocolius macrourus

## Трогоноподібні(Trogoniformes)
Родина: Трогонові (Trogonidae)
- Трогон зелений, Apaloderma narina

## Сиворакшоподібні(Coraciiformes)
Родина: Рибалочкові (Alcedinidae)
- Рибалочка діадемовий, Corythornis cristatus
- Рибалочка-крихітка синьоголовий, Ispidina picta
- Альціон сіроголовий, Halcyon leucocephala
- Альціон сенегальський, Halcyon senegalensis
- Альціон мангровий, Halcyon senegaloides
- Альціон буроголовий, Halcyon albiventris
- Альціон малий, Halcyon chelicuti
- Альціон білошиїй, Todiamphus chloris
- Рибалочка-чубань африканський, Megaceryle maximus
- Рибалочка строкатий, Ceryle rudis

Родина: Бджолоїдкові (Meropidae)
- Бджолоїдка карликова, Merops pusillus
- Бджолоїдка суданська, Merops oreobates
- Бджолоїдка сомалійська, Merops revoilii
- Бджолоїдка білогорла, Merops albicollis
- Бджолоїдка зелена, Merops persicus
- Бджолоїдка оливкова, Merops superciliosus
- Бджолоїдка звичайна, Merops apiaster
- Бджолоїдка малинова, Merops nubicus

Родина: Сиворакшові (Coraciidae)
- Сиворакша євразійська, Coracias garrulus
- Сиворакша абісинська, Coracias abyssinica
- Сиворакша рожевовола, Coracias caudata
- Сиворакша білоброва, Coracias naevia
- Широкорот африканський, Eurystomus glaucurus

## Bucerotiformes
Родина: Одудові (Upupidae)
- Одуд, Upupa epops

Родина: Слотнякові (Phoeniculidae)
- Слотняк пурпуровий, Phoeniculus purpureus
- Слотняк ефіопський, Phoeniculus somaliensis
- Ірисор чорний, Rhinopomastus aterrimus
- Ірисор великий, Rhinopomastus cyanomelas
- Ірисор малий, Rhinopomastus minor

Родина: Птахи-носороги (Bucerotidae)
- Токо червонодзьобий, Tockus erythrorhynchus
- Токо жовтодзьобий, Tockus flavirostris
- Токо чорнокрилий, Tockus deckeni
- Токо бурий, Lophoceros alboterminatus
- Токо ефіопський, Lophoceros hemprichii
- Токо плямистодзьобий, Lophoceros nasutus
- Калао сріблястощокий, Bycanistes brevis

Родина: Кромкачні (Bucorvidae)
- Кромкач абісинський, Bucorvus abyssinicus

## Дятлоподібні(Piciformes)
Родина: Лібійні (Lybiidae)
- Барбіон червонолобий, Pogoniulus pusillus
- Лібія-зубодзьоб білогорла, Tricholaema diademata
- Лібія-зубодзьоб мала, Tricholaema melanocephala
- Лібія чорнокрила, Lybius melanopterus
- Барбудо жовтогорлий, Trachyphonus margaritatus
- Барбудо вогнистоголовий, Trachyphonus erythrocephalus
- Барбудо плямистоголовий, Trachyphonus darnaudii

Родина: Воскоїдові (Indicatoridae)
- Воскоїд строкатий, Indicator variegatus
- Воскоїд великий, Indicator indicator
- Воскоїд малий, Indicator minor
- Ковтач світлочеревий, Prodotiscus regulus

Родина: Дятлові (Picidae)
- Крутиголовка звичайна, Jynx torquilla
- Дятлик нубійський, Campethera nubica
- Дятлик золотохвостий, Campethera abingoni
- Дятлик момбаський, Campethera mombassica
- Дятлик зеленокрилий, Campethera cailliautii
- Дятел сірощокий, Dendropicos fuscescens
- Дятел бородатий, Chloropicus namaquus

## Горобцеподібні(Passeriformes)
Родина: Жайворонкові (Alaudidae)
- Фірлюк чагарниковий, Mirafra cantillans
- Фірлюк білохвостий, Mirafra albicauda
- Фірлюк великий, Mirafra hypermetra
- Фірлюк сомалійський, Mirafra somalica
- Фірлюк рудобокий, Mirafra ashi (E)
- Фірлюк африканський, Mirafra africana
- Фірлюк коричневий, Mirafra rufocinnamomea
- Фірлюк смугастошиїй, Mirafra collaris
- Фірлюк еритрейський, Mirafra gilletti
- Алондра рудощока, Calendulauda poecilosterna
- Алондра східна, Calendulauda alopex
- Шпорець сомалійський, Heteromirafra archeri
- Жервінчик білощокий, Eremopterix leucotis
- Жервінчик білолобий, Eremopterix nigriceps'
- Жервінчик плямистий, Eremopterix signatus
- Жайворонок пустельний, Ammomanes deserti
- Пікір великий, Alaemon alaudipes
- Пікір малий, Alaemon hamertoni (E)
- Жайворонок малий, Calandrella brachydactyla
- Жайворонок рудоголовий, Calandrella eremica
- Calandrella cinerea
- Жайворонок сомалійський, Alaudala somalica
- Терера обійська, Spizocorys obbiensis (E)
- Жайворонок короткохвостий, Spizocorys fremantlii
- Посмітюха звичайна, Galerida cristata
- Посмітюха короткопала, Galerida theklae

Родина: Ластівкові (Hirundinidae)
- Ластівка берегова, Riparia riparia
- Ластівка мала, Riparia paludicola (A)
- Riparia cincta (A)
- Ластівка афро-азійська, Ptyonoprogne fuligula
- Ластівка сільська, Hirundo rustica
- Ластівка ефіопська, Hirundo aethiopica
- Ластівка ниткохвоста, Hirundo smithii
- Ластівка даурська, Cecropis daurica
- Ластівка абісинська, Cecropis abyssinica
- Ластівка сенегальська, Cecropis senegalensis (A)
- Ластівка міська, Delichon urbicum

Родина: Плискові (Motacillidae)
- Плиска біла, Motacilla alba
- Плиска строката, Motacilla aguimp
- Плиска жовта, Motacilla flava
- Плиска гірська, Motacilla cinerea
- Щеврик золотистий, Tmetothylacus tenellus
- Пікулик жовтогорлий, Macronyx croceus
- Пікулик золотогорлий, Macronyx aurantiigula
- Щеврик-велет, Anthus leucophrys
- Щеврик рудий, Anthus cinnamomeus
- Щеврик береговий, Anthus melindae
- Щеврик польовий, Anthus campestris
- Щеврик довгодзьобий, Anthus similis
- Щеврик лісовий, Anthus trivialis
- Щеврик червоногрудий, Anthus cervinus

Родина: Личинкоїдові (Campephagidae)
- Шикачик сірий, Ceblepyris caesius
- Личинкоїд південний, Campephaga flava
- Личинкоїд червоноплечий, Campephaga phoenicea

Родина: Nicatoridae
- Нікатор східний, Nicator gularis

Родина: Бюльбюлеві (Pycnonotidae)
- Бюльбюль темноголовий, Pycnonotus barbatus
- Бюльбюль білоокий, Andropadus importunus
- Жовточеревець натальський, Chlorocichla flaviventris
- Торо рудохвостий, Phyllastrephus fischeri
- Торо південний, Phyllastrephus terrestris
- Торо суданський, Phyllastrephus strepitans

Родина: Дроздові (Turdidae)
- Вагал рудохвостий, Neocossyphus rufus
- Дрізд сомалійський, Turdus ludoviciae (E)
- Дрізд танзанійський, Turdus tephronotus

Родина: Тамікові (Cisticolidae)
- Таміка боранська,Cisticola bodessa
- Таміка іржастоголова, Cisticola chiniana
- Таміка попеляста, Cisticola cinereolus
- Таміка узбережна, Cisticola haematocephalus
- Таміка строката, Cisticola natalensis
- Таміка саванова, Cisticola brachypterus
- Таміка ефіопська, Cisticola nana
- Таміка віялохвоста, Cisticola juncidis
- Таміка пустельна, Cisticola aridulus
- Таміка світлоголова, Cisticola brunnescens
- Принія афро-азійська, Prinia gracilis
- Принія африканська, Prinia subflava
- Принія бліда, Prinia somalica
- Принія пустельна, Prinia rufifrons
- Нікорник жовтоволий, Apalis flavida
- Нікорник чорноголовий, Apalis melanocephala
- Цвіркач сіробокий, Camaroptera brevicaudata
- Зебринка сіра, Calamonastes simplex
- Жовтобрюшка сомалійська, Eremomela flavicrissalis
- Жовтобрюшка світлоброва, Eremomela icteropygialis

Родина: Macrosphenidae
- Кромбек північний, Sylvietta brachyura
- Кромбек білогорлий, Sylvietta philippae
- Кромбек рудий, Sylvietta whytii
- Кромбек сомалійський, Sylvietta isabellina

Родина: Кобилочкові (Locustellidae)
- Кобилочка річкова, Locustella fluviatilis

Родина: Очеретянкові (Acrocephalidae)
- Очеретянка лучна, Acrocephalus schoenobaenus
- Очеретянка ставкова, Acrocephalus scirpaceus
- Очеретянка африканська, Acrocephalus baeticatus
- Очеретянка чагарникова, Acrocephalus palustris
- Очеретянка велика, Acrocephalus arundinaceus
- Очеретянка південна, Acrocephalus stentoreus
- Очеретянка ірацька, Acrocephalus griseldis
- Очеретянка світлоброва, Acrocephalus gracilirostris
- Берестянка мала, Iduna caligata
- Берестянка бліда, Iduna pallida
- Берестянка пустельна, Hippolais languida
- Берестянка оливкова, Hippolais olivetorum
- Берестянка звичайна, Hippolais icterina

Родина: Вівчарикові (Phylloscopidae)
- Вівчарик брунатний, Phylloscopus umbrovirens
- Вівчарик весняний, Phylloscopus trochilus
- Вівчарик-ковалик, Phylloscopus collybita
- Вівчарик жовтобровий, Phylloscopus sibilatrix

Родина: Кропив'янкові (Sylviidae)
- Кропив'янка чорноголова, Sylvia atricapilla
- Кропив'янка садова, Sylvia borin
- Кропив'янка сіра, Sylvia communis
- Кропив'янка прудка, Sylvia curruca
- Кропив'янка пустельна, Sylvia nana
- Кропив'янка рябогруда, Sylvia nisoria
- Кропив'янка товстодзьоба, Curruca crassirostris
- Кропив'янка аравійська, Curruca leucomelaena
- Кропив'янка берберійська, Curruca iberiae
- Кропив'янка біловуса, Curruca mystacea
- Кропив'янка чорносмуга, Curruca boehmi

Родина: Мухоловкові (Muscicapidae)
- Скеляр строкатий, Monticola saxatilis
- Скеляр малий, Monticola rufocinereus
- Скеляр синій, Monticola solitarius
- Мухарка бліда, Melaenornis pallidus
- Мухарка попеляста, Melaenornis microrhynchus
- Мухарка південна, Melaenornis pammelaina
- Мухоловка сіра, Muscicapa striata
- Мухоловка акацієва, Muscicapa gambagae
- Мухоловка попеляста, Muscicapa caerulescens
- Мухоловка кавказька, Ficedula semitorquata
- Соловейко східний, Luscinia luscinia
- Соловейко західний, Luscinia megarhynchos
- Синьошийка, Luscinia svecica
- Соловейко білогорлий, Irania gutturalis
- Золотокіс білобровий, Cossypha heuglini
- Золотокіс рудоголовий, Cossypha natalensis
- Тирч плямистоволий, Cichladusa guttata
- Альзакола білогорла, Cercotrichas quadrivirgata
- Альзакола білоброва, Cercotrichas leucophrys
- Соловейко рудохвостий, Cercotrichas galactotes
- Альзакола чорна, Cercotrichas podobe
- Горихвістка чорна, Phoenicurus ochruros
- Горихвістка звичайна, Phoenicurus phoenicurus
- Трав'янка лучна, Saxicola rubetra
- Трав'янка європейська, Saxicola rubicola
- Saxicola torquatus
- Кам'янка сомалійська, Oenanthe phillipsi
- Кам'янка звичайна, Oenanthe oenanthe
- Oenanthe lugens
- Кам'янка рудовола, Oenanthe bottae
- Кам'янка лиса, Oenanthe pleschanka
- Кам'янка строката, Oenanthe melanoleuca
- Oenanthe lugubris
- Кам'янка пустельна, Oenanthe deserti
- Кам'янка чорнолоба, Oenanthe pileata
- Кам'янка попеляста, Oenanthe isabellina
- Кам'янка брунатна, Oenanthe heuglinii
- Oenanthe scotocerca
- Oenanthe dubia
- Oenanthe melanura

Родина: Прирітникові (Platysteiridae)
- Приріт чубатий, Bias musicus
- Прирітник чорногорлий, Platysteira peltata
- Приріт акацієвий, Batis orientalis
- Приріт східний, Batis minor
- Приріт карликовий, Batis perkeo

Родина: Erythrocercidae
- Монарх цитриновий, Erythrocercus holochlorus

Родина: Монархові (Monarchidae)
- Монарх східний, Trochocercus cyanomelas
- Монарх-довгохвіст африканський, Terpsiphone viridis

Родина: Leiothrichidae
- Кратеропа брунатна, Argya aylmeri
- Кратеропа руда, Argya rubiginosa
- Кратеропа сомалійська, Turdoides squamulata
- Кратеропа білогуза, Turdoides leucopygia

Родина: Синицеві (Paridae)
- Синиця саванова, Melaniparus thruppi

Родина: Ремезові (Remizidae)
- Ремез блідий, Anthoscopus musculus

Родина: Нектаркові (Nectariniidae)
- Саїманга пурпурова, Anthreptes orientalis
- Саїманга зеленовола, Hedydipna collaris
- Саїманга західна, Hedydipna platura
- Саїманга довгохвоста, Hedydipna metallica
- Нектарик оливковий, Cyanomitra olivacea
- Нектарик сірий, Cyanomitra veroxii
- Нектарець аметистовий, Chalcomitra amethystina
- Нектарець червоноволий, Chalcomitra senegalensis
- Нектарець сомалійський, Chalcomitra hunteri
- Маріка-ельф, Cinnyris pulchellus
- Маріка чорнокрила, Cinnyris mariquensis
- Маріка чорночерева, Cinnyris nectarinioides
- Маріка пурпуровосмуга, Cinnyris bifasciatus
- Маріка фіолетововола, Cinnyris chalcomelas
- Маріка блискотлива, Cinnyris habessinicus
- Маріка різнобарвна, Cinnyris venustus

Родина: Окулярникові (Zosteropidae)
- Окулярник абісинський, Zosterops abyssinicus
- Окулярник савановий, Zosterops flavilateralis
- Окулярник сокотрійський, Zosterops socotranus

Родина: Вивільгові (Oriolidae)
- Вивільга звичайна, Oriolus oriolus
- Вивільга золота, Oriolus auratus
- Вивільга південна, Oriolus larvatus

Родина: Сорокопудові (Laniidae)
- Сорокопуд терновий, Lanius collurio
- Сорокопуд рудохвостий, Lanius isabellinus
- Lanius phoenicuroides
- Сорокопуд сірий, Lanius excubitor
- Сорокопуд чорнолобий, Lanius minor
- Сорокопуд савановий, Lanius cabanisi
- Сорокопуд ефіопський, Lanius dorsalis
- Сорокопуд сомалійський, Lanius somalicus
- Сорокопуд білолобий, Lanius nubicus
- Сорокопуд червоноголовий, Lanius senator
- Сорокопуд-білоголов східний, Eurocephalus ruppelli

Родина: Гладіаторові (Malaconotidae)
- Брубру, Nilaus afer
- Кубла північна, Dryoscopus gambensis
- Кубла мала, Dryoscopus pringlii
- Кубла строката, Dryoscopus cubla
- Чагра велика, Tchagra senegala
- Чагра мала, Tchagra jamesi
- Гонолек строкатоголовий, Laniarius ruficeps
- Гонолек чагарниковий, Laniarius aethiopicus
- Гонолек сомалійський, Laniarius nigerrimus
- Гонолек кенійський, Laniarius sublacteus
- Гонолек ефіопський, Laniarius funebris
- Чагра червоногорла, Rhodophoneus cruentus
- Вюргер золотистий, Telophorus sulfureopectus
- Вюргер зелений, Telophorus viridis
- Гладіатор сіроголовий, Malaconotus blanchoti

Родина: Вангові (Vangidae)
- Багадаїс білочубий, Prionops plumatus
- Багадаїс червоновійчастий, Prionops retzii
- Багадаїс рудолобий, Prionops scopifrons

Родина: Дронгові (Dicruridae)
- Дронго прямохвостий, Dicrurus ludwigii
- Дронго вилохвостий, Dicrurus adsimilis

Родина: Воронові (Corvidae)
- Ворона індійська, Corvus splendens
- Ворона капська, Corvus capensis
- Крук строкатий, Corvus albus
- Крук пустельний, Corvus ruficollis
- Крук еритрейський, Corvus edithae
- Крук короткохвостий, Corvus rhipidurus
- Крук ефіопський, Corvus crassirostris

Родина: Ґедзеїдові (Buphagidae)
- Ґедзеїд червонодзьобий, Buphagus erythrorynchus

Родина: Шпакові (Sturnidae)
- Шпак звичайний, Sturnus vulgaris
- Шпак жовтоголовий, Creatophora cinerea
- Мерл зелений, Lamprotornis chalybaeus
- Мерл бронзовоголовий, Lamprotornis purpuroptera
- Мерл золотогрудий, Lamprotornis regius
- Мерл багатобарвний, Lamprotornis superbus
- Мерл сомалійський, Lamprotornis shelleyi
- Мерл чорночеревий, Notopholia corusca
- Шпак-куцохвіст аметистовий, Cinnyricinclus leucogaster
- Мерл сірий, Lamprotornis fischeri
- Мерл строкатий, Lamprotornis albicapillus
- Моріо рудокрилий, Onychognathus morio
- Моріо сомалійський, Onychognathus blythii
- Моріо кенійський, Onychognathus salvadorii
- Шпак ефіопський, Speculipastor bicolor

Родина: Ткачикові (Ploceidae)
- Алекто червонодзьобий, Bubalornis niger
- Алекто білоголовий, Dinemellia dinemelli
- Магалі-вусань північний, Sporopipes frontalis
- Магалі білобровий, Plocepasser mahali
- Магалі чагарниковий, Plocepasser donaldsoni
- Громадник сіроголовий, Pseudonigrita arnaudi
- Громадник чорноголовий, Pseudonigrita cabanisi
- Ткачик савановий, Ploceus intermedius
- Ткачик короткокрилий, Ploceus nigricollis
- Ткачик золотий, Ploceus subaureus
- Ткачик пальмовий, Ploceus bojeri
- Ткачик рудощокий, Ploceus galbula
- Ткачик озерний, Ploceus taeniopterus
- Ткачик акацієвий, Ploceus vitellinus
- Ткачик великий, Ploceus cucullatus
- Ткачик сомалійський, Ploceus spekei
- Ткачик жовтоспинний, Ploceus dichrocephalus
- Ткачик каштановий, Ploceus rubiginosus
- Ткачик лісовий, Ploceus bicolor
- Малімб червоноголовий, Anaplectes rubriceps
- Квелія червоноголова, Quelea erythrops
- Квелія червонодзьоба, Quelea quelea
- Вайдаг діадемовий, Euplectes diadematus
- Вайдаг чорнокрилий, Euplectes hordeaceus
- Вайдаг червоний, Euplectes franciscanus
- Вайдаг червоноплечий, Euplectes axillaris
- Ткачик білолобий, Amblyospiza albifrons

Родина: Астрильдові (Estrildidae)
- Мельба строката, Pytilia melba
- Перлистик червоноволий, Hypargos niveoguttatus
- Амарант червонодзьобий, Lagonosticta senegala
- Амарант масковий, Lagonosticta larvata
- Астрильд-метелик червонощокий, Uraeginthus bengalus
- Астрильд-метелик синьоголовий, Uraeginthus cyanocephalus
- Астрильд пурпуровий, Granatina ianthinogaster
- Астрильд червонокрилий, Estrilda rhodopyga
- Астрильд смугастий, Estrilda astrild
- Астрильд рудогузий, Brunhilda charmosyna
- Сріблодзьоб чорногузий, Euodice cantans
- Odontospiza caniceps
- Сріблодзьоб сіроголовий, Spermestes griseicapilla
- Сріблодзьоб чорноволий, Spermestes cucullata
- Сріблодзьоб східний, Spermestes nigriceps
- Амадина червоногорла, Amadina fasciata

Родина: Вдовичкові (Viduidae)
- Вдовичка червононога, Vidua chalybeata
- Вдовичка сапфірова, Vidua hypocherina
- Вдовичка світлохвоста, Vidua fischeri
- Вдовичка білочерева, Vidua macroura
- Вдовичка райська, Vidua paradisaea

Родина: Вівсянкові (Emberizidae)
- Вівсянка садова, Emberiza hortulana
- Вівсянка строкатоголова, Emberiza striolata
- Вівсянка каштанова, Emberiza tahapisi
- Вівсянка сомалійська, Emberiza poliopleura

Родина: В'юркові (Fringillidae)
- Армілка сомалійська, Rhynchostruthus louisae (E)
- Linaria johannis (E)
- Щедрик чорногорлий, Crithagra atrogularis
- Щедрик буроволий, Crithagra reichenowi
- Щедрик жовтолобий, Crithagra mozambica
- Щедрик великодзьобий, Crithagra donaldsoni
- Щедрик білочеревий, Crithagra dorsostriata
- Щедрик бурогузий, Crithagra tristriata

Родина: Горобцеві (Passeridae)
- Горобець хатній, Passer domesticus (I)
- Горобець рудоголовий, Passer castanopterus
- Горобець сіроголовий, Passer griseus
- Горобець сірий, Passer swainsonii
- Горобець товстодзьобий, Passer gongonensis
- Горобець аравійський, Passer euchlorus
- Горобець іржастий, Passer eminibey
- Горобець сахелевий, Gymnoris pyrgita